# إريك ماكسيم تشوبو-موتينغ
إريك ماكسيم تشوبو-موتينغ (بالألمانية: Eric Maxim Choupo-Moting) من مواليد 23 مارس 1989 في همبورغ - ألمانيا الغربية) لاعب كرة قدم ألماني-كاميروني يلعب حاليا لصالح نادي بايرن ميونيخ في مركز المهاجم ومنتخب الكاميرون لكرة القدم.

## مسيرته الكروية
لعب إريك ماكسيم تشوبو-موتينغ خلال مسيرته الاحترافية مع 7 أندية في سبعة عشر موسمًا وسجل خلالها 57 هدفًا ضمن 296 مباراة. ولم يفز بأي موسم بالكأس وفاز في موسمين بالدوري.
خاض إريك ماكسيم تشوبو-موتينغ مسيرته مع نادي هامبورغ 2 ‏ في موسم 2006–07 في المرة الأولى ولمدة موسمين ثم في موسم 2008–09 واستمر معه طيلة ثلاثة مواسم، مشاركًا طوالها في 31 مباراة سجل خلالها هدفًا واحدًا. ثم انتقل إلى نادي هامبورغ في موسم 2007–08 في المرة الأولى لمدة موسم واحد ثم في موسم 2010–11 لمدة موسم واحد، حيث شارك طوالها في 23 مباراة سجل خلالها هدفين. لينتقل بعدها إلى نادي نورنبرغ في موسم 2009–10 لمدة موسم واحد، مشاركًا في 25 مباراة سجل خلالها 5 أهداف. ثم انتقل إلى نادي ماينتس 05 في موسم 2011–12 واستمر معه طيلة ثلاثة مواسم، مشاركًا في 74 مباراة سجل خلالها 20 هدف. هذا وانتقل لاحقًا إلى نادي شالكه 04 في موسم 2014–15 واستمر معه طيلة ثلاثة مواسم، مشاركًا في 82 مباراة سجل خلالها 18 هدفًا. ثم انتقل بعدها إلى نادي ستوك سيتي في موسم 2017–18 لمدة موسم واحد، مشاركًا في 30 مباراة سجل خلالها 5 أهداف. ليعود وينتقل من جديد، لكن هذه المرة إلى نادي باريس سان جيرمان في موسم 2018–19 ولمدة موسمين، مشاركًا في 31 مباراة سجل خلالها 6 أهداف.

### أهدافه الدولية
| #  | التاريخ         | المكان                                               | المشاركة | الخصم                       | الهدف | النتيجة | المسابقة                         |
| -- | --------------- | ---------------------------------------------------- | -------- | --------------------------- | ----- | ------- | -------------------------------- |
| 1  | 5 يونيو 2010    | ملعب بارتيزان، بلغراد، صربيا                         | 2        | صربيا                       | 3–4   | 3–4     | ودية                             |
| 2  | 4 سبتمبر 2010   | ملعب أنجالاي، بومبليموس، موريشيوس                    | 6        | موريشيوس                    | 3–1   | 3–1     | تصفيات كأس الأمم الإفريقية 2012  |
| 3  | 3 سبتمبر 2011   | ملعب أحمدو أهيدجو، ياوندي، الكاميرون                 | 11       | موريشيوس                    | 5–0   | 5–0     | تصفيات كأس الأمم الإفريقية 2012  |
| 4  | 7 أوكتوبر 2011  | ملعب الشهداء، كينشاسا، الكونغو الديمقراطية           | 12       | جمهورية الكونغو الديمقراطية | 3–2   | 3–2     | تصفيات كأس الأمم الإفريقية 2012  |
| 5  | 29 فبراير 2012  | ملعب لينو كوريا، بيساو، غينيا بيساو                  | 14       | غينيا بيساو                 | 1–0   | 1–0     | تصفيات كأس الأمم الأفريقية 2013  |
| 6  | 26 مايو 2012    | ملعب أرماند ميتشيليتي، موزيل، فرنسا                  | 15       | غينيا                       | 1–0   | 2–1     | ودية                             |
| 7  | 26 مايو 2012    | ملعب أرماند ميتشيليتي، موزيل، فرنسا                  | 15       | غينيا                       | 2–1   | 2–1     | ودية                             |
| 8  | 2 يونيو 2012    | ملعب أحمدو أهيدجو، ياوندي، الكاميرون                 | 16       | جمهورية الكونغو الديمقراطية | 1–0   | 1–0     | تصفيات كأس العالم 2014 – إفريقيا |
| 9  | 10 يونيو 2012   | ملعب الطيب المهيري، صفاقس، تونس                      | 17       | ليبيا                       | 1–1   | 1–2     | تصفيات كأس العالم 2014 – إفريقيا |
| 10 | 26 مايو 2014    | كوفشتاين ارينا، كوفشتان، النمسا                      | 24       | مقدونيا                     | 2–0   | 2–0     | ودية                             |
| 11 | 29 مايو 2014    | كوفشتاين ارينا، كوفشتان، النمسا                      | 25       | باراغواي                    | 1–2   | 1–2     | ودية                             |
| 12 | 1 يونيو 2014    | بوروسيا بارك، مونشنغلادباخ، ألمانيا                  | 26       | ألمانيا                     | 2–2   | 2–2     | ودية                             |
| 13 | 30 مايو 2016    | ملعب لا بوجوار، نانت، فرنسا                          | 42       | فرنسا                       | 2–2   | 2–3     | ودية                             |
| 14 | 12 أوكتوبر 2018 | ملعب أحمدو أهيدجو، ياوندي، الكاميرون                 | 47       | مالاوي                      | 1–0   | 1–0     | تصفيات كأس الأمم الإفريقية 2019  |
| 15 | 23 مارس 2019    | ملعب أحمدو أهيدجو، ياوندي، الكاميرون                 | 50       | جزر القمر                   | 1–0   | 3–0     | تصفيات كأس الأمم الإفريقية 2019  |
| 16 | 8 أوكتوبر 2021  | ملعب جابوما، دوالا، الكاميرون                        | 59       | موزمبيق                     | 1–0   | 3–1     | تصفيات كأس العالم 2022 (إفريقيا) |
| 17 | 8 أوكتوبر 2021  | ملعب جابوما، دوالا، الكاميرون                        | 59       | موزمبيق                     | 2–0   | 3–1     | تصفيات كأس العالم 2022 (إفريقيا) |
| 18 | 29 مارس 2022    | ملعب مصطفى تشاكر، البليدة، الجزائر                   | 67       | الجزائر                     | 1–0   | 2–1     | تصفيات كأس العالم 2022 (إفريقيا) |
| 19 | 18 نوفمبر 2022  | استاد محمد بن زايد، أبوظبي، الإمارات العربية المتحدة | 69       | بنما                        | 1–0   | 1–1     | ودية                             |
| 20 | 28 نوفمبر 2022  | استاد الجنوب، الوكرة، قطر                            | 71       | صربيا                       | 3–3   | 3–3     | كأس العالم 2022                  |

## الإنجازات
الكاميرون
- كأس الأمم الأفريقية المركز الثالث: 2021[6]

## روابط خارجية
- إريك ماكسيم تشوبو-موتينغ على موقع الاتحاد الدولي (مؤرشف)  (الإنجليزية)
- إريك ماكسيم تشوبو-موتينغ على موقع الاتحاد الأوربي (الإنجليزية)
- إريك ماكسيم تشوبو-موتينغ على موقع الدوري الأمريكي (الإنجليزية)
- إريك ماكسيم تشوبو-موتينغ على موقع إي إس بي إن إف سي (الإنجليزية)
- إريك ماكسيم تشوبو-موتينغ على موقع قاعدة بيانات كرة القدم.إي يو (الإنجليزية)
- إريك ماكسيم تشوبو-موتينغ على موقع بيانات كرة القدم. دي إي (الألمانية)
- إريك ماكسيم تشوبو-موتينغ على موقع ليكيب (الفرنسية)
- إريك ماكسيم تشوبو-موتينغ على موقع ناشيونال فوتبول تيمز (الإنجليزية)
- إريك ماكسيم تشوبو-موتينغ على موقع Soccerbase.com (لاعب) (الإنجليزية)
- إريك ماكسيم تشوبو-موتينغ على موقع Soccerway.com (الإنجليزية)